# Liste der Baudenkmäler in Euskirchen
Die Liste der Baudenkmäler in Euskirchen enthält die denkmalgeschützten Bauwerke auf dem Gebiet der Stadt Euskirchen im Kreis Euskirchen in Nordrhein-Westfalen (Stand: Dezember 2011). Diese Baudenkmäler sind in der Denkmalliste der Stadt Euskirchen eingetragen; Grundlage für die Aufnahme ist das Denkmalschutzgesetz Nordrhein-Westfalen (DSchG NRW).

| Bild                                                                              | Bezeichnung                                                                              | Lage                                                               | Beschreibung                                                                                   | Bauzeit                          | Eingetragen seit | Denkmal- nummer |
| --------------------------------------------------------------------------------- | ---------------------------------------------------------------------------------------- | ------------------------------------------------------------------ | ---------------------------------------------------------------------------------------------- | -------------------------------- | ---------------- | --------------- |
| weitere Bilder                                                                    | Katholische Pfarrkirche St. Cyriakus                                                     | Billig Billiger Straße Karte                                       |                                                                                                | ab 11. Jahrhundert               |                  |                 |
| weitere Bilder                                                                    | Marienkapelle                                                                            | Billig Billiger Straße Karte                                       |                                                                                                | 1895                             |                  |                 |
| weitere Bilder                                                                    | Kriegerdenkmal                                                                           | Billig Billiger Straße Karte                                       |                                                                                                |                                  |                  |                 |
| weitere Bilder                                                                    | Villa mit Hof                                                                            | Billig Billiger Straße 302 Karte                                   |                                                                                                | 1910, 2. Hälfte 19. Jahrhundert  |                  |                 |
| weitere Bilder                                                                    | ehemalige Volksschule                                                                    | Billig Billiger Straße 305a Karte                                  |                                                                                                | 19. Jahrhundert                  |                  |                 |
| weitere Bilder                                                                    | Fachwerkhaus                                                                             | Billig Billiger Straße 306 Karte                                   |                                                                                                | 19. Jahrhundert                  |                  |                 |
| ehemaliges Pfarrhaus                                                              | ehemaliges Pfarrhaus                                                                     | Billig Billiger Straße 312 Karte                                   |                                                                                                | 19. Jahrhundert                  |                  |                 |
| Fachwerkhaus; Stallscheunentrakt                                                  | Fachwerkhaus; Stallscheunentrakt                                                         | Billig Billiger Straße 313 Karte                                   |                                                                                                | 19. Jahrhundert                  |                  |                 |
| weitere Bilder                                                                    | Wohnhaus mit Hofanlage                                                                   | Billig Gerstenstraße 1 Karte                                       |                                                                                                | 1910                             |                  |                 |
| Hofanlage „Pützfelder Hof“                                                        | Hofanlage „Pützfelder Hof“                                                               | Billig Gerstenstraße 4 Karte                                       |                                                                                                | 1818                             |                  |                 |
| weitere Bilder                                                                    | Fachwerkhaus                                                                             | Billig Gerstenstraße 13 Karte                                      |                                                                                                | 19. Jahrhundert                  |                  |                 |
| weitere Bilder                                                                    | Fachwerkhaus                                                                             | Billig Haferstraße 5 Karte                                         |                                                                                                | 19. Jahrhundert                  |                  |                 |
| Wohnspeicherhaus aus Fachwerk mit Stallgebäuden                                   | Wohnspeicherhaus aus Fachwerk mit Stallgebäuden                                          | Billig Haferstraße 7 Karte                                         |                                                                                                | 19. Jahrhundert                  |                  |                 |
| weitere Bilder                                                                    | Hofanlage                                                                                | Billig Haferstraße 8 Karte                                         |                                                                                                | 19. Jahrhundert                  |                  |                 |
| weitere Bilder                                                                    | Wegekreuz                                                                                | Billig Ringelstraße / Veynauer Weg Karte                           |                                                                                                |                                  |                  |                 |
| weitere Bilder                                                                    | Fachwerkhofanlage                                                                        | Billig Veynauer Weg 12 Karte                                       |                                                                                                | 19. Jahrhundert                  |                  |                 |
| Friedhof, Bodendenkmal                                                            | Friedhof, Bodendenkmal                                                                   | Billig Karte                                                       |                                                                                                |                                  |                  |                 |
| weitere Bilder                                                                    | Katholische Pfarrkirche St. Martinus                                                     | Dom-Esch Am Nonnenhof Karte                                        |                                                                                                | ab 10. Jahrhundert               |                  |                 |
| weitere Bilder                                                                    | Fachwerkhof und Memorienkreuz                                                            | Dom-Esch Am Nonnenhof 1/3 Karte                                    |                                                                                                | 1762                             |                  |                 |
| weitere Bilder                                                                    | Fachwerkwohnhaus                                                                         | Dom-Esch Dom-Esch-Straße 33 Karte                                  |                                                                                                | 18. Jahrhundert                  |                  |                 |
| weitere Bilder                                                                    | Fachwerkhaus                                                                             | Dom-Esch Dom-Esch-Straße 35 Karte                                  |                                                                                                | 18. Jahrhundert                  |                  |                 |
| weitere Bilder                                                                    | Fachwerkhaus                                                                             | Dom-Esch Dom-Esch-Straße 37 Karte                                  |                                                                                                |                                  |                  |                 |
| weitere Bilder                                                                    | Fachwerkhofanlage                                                                        | Dom-Esch Dom-Esch-Straße 40 Karte                                  |                                                                                                | 1737                             |                  |                 |
| weitere Bilder                                                                    | Fachwerkwinkelhof                                                                        | Dom-Esch Dom-Esch-Straße 41 Karte                                  |                                                                                                | 18. Jahrhundert                  |                  |                 |
| Wohnstallhaus                                                                     | Wohnstallhaus                                                                            | Dom-Esch Dom-Esch-Straße 44 Karte                                  |                                                                                                | 18. Jahrhundert                  |                  |                 |
| weitere Bilder                                                                    | Fachwerkhofanlage                                                                        | Dom-Esch Dom-Esch-Straße 59 Karte                                  |                                                                                                | 16./17. Jahrhundert              |                  |                 |
| Fachwerkhofanlage                                                                 | Fachwerkhofanlage                                                                        | Dom-Esch Dr. Bayer-Straße 19 Karte                                 |                                                                                                | 17. Jahrhundert                  |                  |                 |
| Fachwerkhaus                                                                      | Fachwerkhaus                                                                             | Dom-Esch Dr. Bayer-Straße 21 Karte                                 |                                                                                                | 16./17. Jahrhundert              |                  |                 |
| weitere Bilder                                                                    | Kriegerdenkmal                                                                           | Dom-Esch Elchstraße (Neuer Friedhof) Karte                         |                                                                                                |                                  |                  |                 |
| weitere Bilder                                                                    | Friedhofskreuz                                                                           | Dom-Esch Elchstraße (Neuer Friedhof) Karte                         |                                                                                                |                                  |                  |                 |
| weitere Bilder                                                                    | Katholische Pfarrkirche Hl. Kreuz                                                        | Elsig Kirchplatz/Elsiger Straße Karte                              |                                                                                                | 11./12. Jahrhundert              |                  |                 |
| weitere Bilder                                                                    | Pfarrhaus                                                                                | Elsig Elsiger Straße 44 Karte                                      |                                                                                                | 1745                             |                  |                 |
| weitere Bilder                                                                    | Fachwerkhaus                                                                             | Elsig Elsiger Straße 54 Karte                                      |                                                                                                | 18. Jahrhundert                  |                  |                 |
| weitere Bilder                                                                    | Fachwerkhaus                                                                             | Elsig Elsiger Straße 56 Karte                                      |                                                                                                | 19. Jahrhundert                  |                  |                 |
| Wohnhaus                                                                          | Wohnhaus                                                                                 | Elsig Elsiger Straße 64 Karte                                      |                                                                                                | 18. Jahrhundert                  |                  |                 |
| Fachwerkhaus Fachwerkstallbau                                                     | Fachwerkhaus Fachwerkstallbau                                                            | Elsig Elsiger Straße 76 Karte                                      |                                                                                                | 18. Jahrhundert                  |                  |                 |
| Friedhofskreuz, Sandsteinkreuz, Wegekreuze                                        | Friedhofskreuz, Sandsteinkreuz, Wegekreuze                                               | Elsig                                                              |                                                                                                |                                  |                  |                 |
| weitere Bilder                                                                    | Katholische Pfarrkirche St. Brictius                                                     | Euenheim Käferstraße Karte                                         |                                                                                                | 1875                             |                  |                 |
| weitere Bilder                                                                    | Fachwerkhaus                                                                             | Euenheim Brictiusstraße 3 Karte                                    |                                                                                                | 18. Jahrhundert                  |                  |                 |
| Fachwerkhaus                                                                      | Fachwerkhaus                                                                             | Euenheim Brictiusstraße 6 Karte                                    |                                                                                                | 17. Jahrhundert                  |                  |                 |
| Fachwerkhaus                                                                      | Fachwerkhaus                                                                             | Euenheim Brictiusstraße 7 Karte                                    |                                                                                                | 18. Jahrhundert                  |                  |                 |
| Hofanlage                                                                         | Hofanlage                                                                                | Euenheim Brictiusstraße 10 Karte                                   |                                                                                                | 17. Jahrhundert                  |                  |                 |
| weitere Bilder                                                                    | Wegekreuz                                                                                | Euenheim Euenheimer Straße Karte                                   |                                                                                                |                                  |                  |                 |
| Wohnhaus, sogenanntes Herrenhaus                                                  | Wohnhaus, sogenanntes Herrenhaus                                                         | Euenheim Herrenhausstraße 10 Karte                                 |                                                                                                | 18. Jahrhundert                  |                  |                 |
| Fachwerkhaus                                                                      | Fachwerkhaus                                                                             | Euenheim Herrenhausstraße 16 Karte                                 |                                                                                                | 18. Jahrhundert                  |                  |                 |
| Fachwerkhaus                                                                      | Fachwerkhaus                                                                             | Euenheim Herrenhausstraße 18 Karte                                 |                                                                                                | 18. Jahrhundert                  |                  |                 |
| weitere Bilder                                                                    | Memorienkreuz                                                                            | Euenheim Johannesstraße / Euenheimer Straße Karte                  |                                                                                                | um 1871                          |                  |                 |
| weitere Bilder                                                                    | Fachwerkhaus                                                                             | Euenheim Johannesstraße 22 Karte                                   |                                                                                                | 18. Jahrhundert                  |                  |                 |
| Fabrikationsgebäude Wohnhaus                                                      | Fabrikationsgebäude Wohnhaus                                                             | Euenheim Schloßmühlenstraße 12 Karte                               |                                                                                                | 1910                             |                  |                 |
| BW                                                                                | Wohnhaus                                                                                 | Euenheim Schloßmühlenstraße 14 Karte                               |                                                                                                | 18./19. Jahrhundert              |                  |                 |
| Preußischer Meilenstein                                                           | Preußischer Meilenstein                                                                  | Euenheim Kommerner Straße Karte                                    |                                                                                                | 1833–1838                        |                  |                 |
| weitere Bilder                                                                    | Katholische Pfarrkirche St. Martin                                                       | Euskirchen Kirchstraße Karte                                       |                                                                                                | ab 12. Jahrhundert               |                  |                 |
| Stadtbefestigung                                                                  | Stadtbefestigung                                                                         | Euskirchen                                                         |                                                                                                | 14. Jahrhundert                  |                  |                 |
| Fachwerkhaus                                                                      | Fachwerkhaus                                                                             | Euskirchen Alter Markt 5 Karte                                     |                                                                                                | 17. Jahrhundert                  |                  |                 |
| Wohnhaus                                                                          | Wohnhaus                                                                                 | Euskirchen Alter Markt 6 Karte                                     |                                                                                                | 19. Jahrhundert                  |                  |                 |
| Wohn- u. Geschäftshaus                                                            | Wohn- u. Geschäftshaus                                                                   | Euskirchen Alter Markt 7 Karte                                     |                                                                                                | 1914                             |                  |                 |
| Wohn- u. Geschäftshaus                                                            | Wohn- u. Geschäftshaus                                                                   | Euskirchen Alter Markt 8 Karte                                     |                                                                                                | 18. Jahrhundert                  |                  |                 |
| BW                                                                                | Wohnhaus                                                                                 | Euskirchen Bahnhofstraße 17/19 Karte                               |                                                                                                | 1920                             |                  |                 |
| Altes Rathaus                                                                     | Altes Rathaus                                                                            | Euskirchen Baumstraße 2 Karte                                      |                                                                                                | Mittelalter/1734                 |                  |                 |
| BW                                                                                | Mathias-Hagen-Schule                                                                     | Euskirchen Billiger Straße 2 Karte                                 |                                                                                                | 1906                             |                  |                 |
| Fachwerkhaus                                                                      | Fachwerkhaus                                                                             | Euskirchen Hochstraße/Bischofstraße 1 Karte                        |                                                                                                | 19. Jahrhundert                  |                  |                 |
| Ratskeller                                                                        | Ratskeller                                                                               | Euskirchen Bischofstraße 2 Karte                                   |                                                                                                | 18. Jahrhundert                  |                  |                 |
| BW                                                                                | Fachwerkwinkelhof                                                                        | Euskirchen Bischofstraße 23 Karte                                  |                                                                                                | 19. Jahrhundert                  |                  |                 |
|                                                                                   | Reihenhaus                                                                               | Euskirchen Breitestraße 19                                         |                                                                                                | 1910                             |                  |                 |
| Fachwerkhaus                                                                      | Fachwerkhaus                                                                             | Euskirchen Disternicher Torwall 1 Karte                            |                                                                                                | 19. Jahrhundert                  |                  |                 |
| Fachwerkhaus                                                                      | Fachwerkhaus                                                                             | Euskirchen Disternicher Torwall 3 Karte                            |                                                                                                | 18. Jahrhundert                  |                  |                 |
| Fachwerkhaus                                                                      | Fachwerkhaus                                                                             | Euskirchen Disternicher Torwall 5 Karte                            |                                                                                                | 18. Jahrhundert                  |                  |                 |
| Wohnhaus                                                                          | Wohnhaus                                                                                 | Euskirchen Disternicher Torwall 7 Karte                            |                                                                                                | 20. Jahrhundert                  |                  |                 |
| Fachwerkhaus                                                                      | Fachwerkhaus                                                                             | Euskirchen Disternicher Torwall 15 Karte                           |                                                                                                | 18. Jahrhundert                  |                  |                 |
| Fachwerkhaus                                                                      | Fachwerkhaus                                                                             | Euskirchen Disternicher Torwall 17 Karte                           |                                                                                                | 19. Jahrhundert                  |                  |                 |
| Fachwerkhaus                                                                      | Fachwerkhaus                                                                             | Euskirchen Disternicher Torwall 19 Karte                           |                                                                                                | 18. Jahrhundert                  |                  |                 |
| BW                                                                                | Wohnhaus                                                                                 | Euskirchen Disternicher Torwall 53 Karte                           |                                                                                                | 19. Jahrhundert                  |                  |                 |
| BW                                                                                | Wohnhaus                                                                                 | Euskirchen Disternicher Torwall 55 Karte                           |                                                                                                | 20. Jahrhundert                  |                  |                 |
| BW                                                                                | Fachwerkhaus                                                                             | Euskirchen Disternicher Torwall 61 Karte                           |                                                                                                | 18. Jahrhundert                  |                  |                 |
| BW                                                                                | Fachwerkhaus                                                                             | Euskirchen Disternicher Torwall 63/65 Karte                        |                                                                                                | 18. Jahrhundert                  |                  |                 |
| BW                                                                                | Villa                                                                                    | Euskirchen Dr. Hugo Oster Platz 1 Karte                            |                                                                                                | 1905                             |                  |                 |
| BW                                                                                | Anlage Rheinische Landesgehörlosenschule                                                 | Euskirchen Eifelring/Billiger Straße Karte                         |                                                                                                | 1912–1914                        |                  |                 |
| BW                                                                                | EWI – Fleischvermarktung                                                                 | Euskirchen Erftstraße 68 Karte                                     |                                                                                                | 19. Jahrhundert                  |                  |                 |
| BW                                                                                | ehemalige Tuchfabrik Schiffmann                                                          | Euskirchen Gerberstraße 3 Karte                                    |                                                                                                |                                  |                  |                 |
| BW                                                                                | Villa Kleinertz (ehemaliges Zollamt)                                                     | Euskirchen Gerberstraße 58 Karte                                   |                                                                                                | 1916                             |                  |                 |
| Fachwerkeckhaus                                                                   | Fachwerkeckhaus                                                                          | Euskirchen Hochstraße 2 Karte                                      |                                                                                                | 19. Jahrhundert                  |                  |                 |
| Fachwerkhaus                                                                      | Fachwerkhaus                                                                             | Euskirchen Hochstraße 16 Karte                                     |                                                                                                | 17. Jahrhundert                  |                  |                 |
| Wohnhaus                                                                          | Wohnhaus                                                                                 | Euskirchen Hochstraße 21 Karte                                     |                                                                                                | 20. Jahrhundert                  |                  |                 |
|                                                                                   | Mühlenanlage                                                                             | Euskirchen In den Benden 2-4                                       |                                                                                                | 18./19. Jahrhundert, 1920        |                  |                 |
| BW                                                                                | Wohn- u. Geschäftshaus                                                                   | Euskirchen Kapellenstraße 1 Karte                                  |                                                                                                | 1900                             |                  |                 |
|                                                                                   | Fachwerkhaus                                                                             | Euskirchen Kapellenstraße 4                                        |                                                                                                | 19. Jahrhundert                  |                  |                 |
| BW                                                                                | Wohnhaus                                                                                 | Euskirchen Kapellenstraße 10 Karte                                 |                                                                                                | 19. Jahrhundert                  |                  |                 |
| BW                                                                                | Fachwerkhaus                                                                             | Euskirchen Kapellenstraße 39 Karte                                 |                                                                                                | 18. Jahrhundert                  |                  |                 |
| BW                                                                                | ehemaliges Gesellschaftshaus der „Actien-Gesellschaft Casino“, Casino                    | Euskirchen Kaplan-Kellermann-Straße/Veybachstraße Karte            |                                                                                                | 1897/98                          |                  |                 |
| BW                                                                                | sogenanntes Haus Friedrichsruh                                                           | Euskirchen Kessenicher Straße 208 Karte                            |                                                                                                | 1927                             |                  |                 |
| BW                                                                                | Gut Friedrichsruh                                                                        | Euskirchen Kessenicher Straße Karte                                |                                                                                                | 1890                             |                  |                 |
| weitere Bilder                                                                    | Burg Kessenich                                                                           | Euskirchen Euskirchen-Kessenich Karte                              |                                                                                                | 1562, 1634, 1666                 |                  |                 |
| BW                                                                                | Wohnhaus                                                                                 | Euskirchen Kirchplatz 3 Karte                                      |                                                                                                | 19. Jahrhundert                  |                  |                 |
| BW                                                                                | Fachwerkhaus                                                                             | Euskirchen Kirchplatz 4 Karte                                      |                                                                                                | 19. Jahrhundert                  |                  |                 |
| Wohnhaus                                                                          | Wohnhaus                                                                                 | Euskirchen Kirchstraße 3 Karte                                     |                                                                                                | 1898                             |                  |                 |
|                                                                                   | Wohnhaus                                                                                 | Euskirchen Kirchstraße 12                                          |                                                                                                | 1900                             |                  |                 |
|                                                                                   | Katholisches Pfarrhaus                                                                   | Euskirchen Kirchstraße 15                                          |                                                                                                | 1890                             |                  |                 |
| BW                                                                                | Fachwerkhaus                                                                             | Euskirchen Kirchwall 4 Karte                                       |                                                                                                | 19. Jahrhundert                  |                  |                 |
| BW                                                                                | Fachwerkhaus                                                                             | Euskirchen Kirchwall 6 Karte                                       |                                                                                                | 19. Jahrhundert                  |                  |                 |
|                                                                                   | Turm der evangelischen Kirche                                                            | Euskirchen Kölner Straße                                           |                                                                                                | 1894                             |                  |                 |
|                                                                                   | Villa                                                                                    | Euskirchen Kölner Straße 43                                        |                                                                                                | 1900                             |                  |                 |
|                                                                                   | Wohnhaus                                                                                 | Euskirchen Kölner Straße 47                                        |                                                                                                | 1900                             |                  |                 |
| BW                                                                                | Wohnhaus                                                                                 | Euskirchen Kölner Straße 51 Karte                                  |                                                                                                | 1900                             |                  |                 |
|                                                                                   | Wohnhaus                                                                                 | Euskirchen Kölner Straße 53                                        |                                                                                                | 1900                             |                  |                 |
| BW                                                                                | Wohnhaus                                                                                 | Euskirchen Kölner Straße 89 Karte                                  |                                                                                                | 1900                             |                  |                 |
| BW                                                                                | Wohnhaus                                                                                 | Euskirchen Kölner Straße 91 Karte                                  |                                                                                                | 1900                             |                  |                 |
| BW                                                                                | Wohnhaus                                                                                 | Euskirchen Kölner Straße 93 Karte                                  |                                                                                                | 1900                             |                  |                 |
| BW                                                                                | Wohnhaus                                                                                 | Euskirchen Kölner Straße 95 Karte                                  |                                                                                                | 1900                             |                  |                 |
| BW                                                                                | Wohnhaus                                                                                 | Euskirchen Kölner Straße 99 Karte                                  |                                                                                                | 1840                             |                  |                 |
| BW                                                                                | Wohnhaus                                                                                 | Euskirchen Kölner Straße 101 Karte                                 |                                                                                                | 1840                             |                  |                 |
| BW                                                                                | Wohnhaus                                                                                 | Euskirchen Kölner Straße 103 Karte                                 |                                                                                                | 1840                             |                  |                 |
| BW                                                                                | Wohnhaus                                                                                 | Euskirchen Kölner Straße 105 Karte                                 |                                                                                                | 1840                             |                  |                 |
| BW                                                                                | Wohnhaus                                                                                 | Euskirchen Kölner Straße 107 Karte                                 |                                                                                                | 1840                             |                  |                 |
| BW                                                                                | Wohnhaus                                                                                 | Euskirchen Kölner Straße 109 Karte                                 |                                                                                                | 1840                             |                  |                 |
| BW                                                                                | Wohnhaus                                                                                 | Euskirchen Kölner Straße 111 Karte                                 |                                                                                                | 1840                             |                  |                 |
| BW                                                                                | Wohnhaus                                                                                 | Euskirchen Kölner Straße 113 Karte                                 |                                                                                                | 1840                             |                  |                 |
|                                                                                   | Wohnhaus                                                                                 | Euskirchen Kölner Straße 115                                       |                                                                                                | 1900                             |                  |                 |
| BW                                                                                | Wohnhaus                                                                                 | Euskirchen Kölner Straße 117 Karte                                 |                                                                                                | 1900                             |                  |                 |
| BW                                                                                | Wohnhaus                                                                                 | Euskirchen Kölner Straße 183 Karte                                 |                                                                                                | 1925                             |                  |                 |
| BW                                                                                | Wohnhaus                                                                                 | Euskirchen Kölner Straße 185 Karte                                 |                                                                                                | 1925                             |                  |                 |
| BW                                                                                | Wohnhaus                                                                                 | Euskirchen Kölner Straße 187 Karte                                 |                                                                                                | 1925                             |                  |                 |
| BW                                                                                | Wohnhaus                                                                                 | Euskirchen Kölner Straße 189 Karte                                 |                                                                                                | 1925                             |                  |                 |
| BW                                                                                | Wohnhaus                                                                                 | Euskirchen Kölner Straße 191 Karte                                 |                                                                                                | 1925                             |                  |                 |
| BW                                                                                | Wohnhaus                                                                                 | Euskirchen Kölner Straße 193 Karte                                 |                                                                                                | 1925                             |                  |                 |
| BW                                                                                | Wohnhaus                                                                                 | Euskirchen Kölner Straße 195 Karte                                 |                                                                                                | 1925                             |                  |                 |
| BW                                                                                | Wohnhaus                                                                                 | Euskirchen Kommerner Straße 2 Karte                                |                                                                                                | 18. Jahrhundert                  |                  |                 |
| BW                                                                                | Wohnhaus                                                                                 | Euskirchen Kommerner Straße 14 Karte                               |                                                                                                | 19. Jahrhundert                  |                  |                 |
| BW                                                                                | Wohnhaus                                                                                 | Euskirchen Kommerner Straße 15 Karte                               |                                                                                                | 1905                             |                  |                 |
| BW                                                                                | ehemaliges städtisches Kinderheim                                                        | Euskirchen Kommerner Straße 69 Karte                               |                                                                                                | 1881                             |                  |                 |
| BW                                                                                | Schornstein der ehemaligen Tuchfabrik Schiffmann und Wehr                                | Euskirchen Mühlenstraße Karte                                      |                                                                                                | 19. Jahrhundert                  |                  |                 |
| BW                                                                                | Wohnhaus                                                                                 | Euskirchen Mühlenstraße 43 Karte                                   |                                                                                                | 1920                             |                  |                 |
| BW                                                                                | Wohnhäuser                                                                               | Euskirchen Münstereifeler Straße 2-4 Karte                         |                                                                                                | 1805, 1890                       |                  |                 |
| BW                                                                                | Wohnhaus                                                                                 | Euskirchen Münstereifeler Straße 24 Karte                          |                                                                                                | 1907                             |                  |                 |
| BW                                                                                | Wohnhaus                                                                                 | Euskirchen Münstereifeler Straße 88 Karte                          |                                                                                                | 1908                             |                  |                 |
| BW                                                                                | Villa                                                                                    | Euskirchen Münstereifeler Straße 104 Karte                         |                                                                                                | 1905                             |                  |                 |
| BW                                                                                | Villa                                                                                    | Euskirchen Münstereifeler Straße 106 Karte                         |                                                                                                | 1910                             |                  |                 |
| BW                                                                                | Villa                                                                                    | Euskirchen Münstereifeler Straße 108 Karte                         |                                                                                                | 1928                             |                  |                 |
| BW                                                                                | Villa                                                                                    | Euskirchen Münstereifeler Straße 110 Karte                         |                                                                                                | 1910                             |                  |                 |
| BW                                                                                | Villa                                                                                    | Euskirchen Münstereifeler Straße 112 Karte                         |                                                                                                | 1910                             |                  |                 |
| BW                                                                                | Villa                                                                                    | Euskirchen Münstereifeler Straße 114 Karte                         |                                                                                                | 1910                             |                  |                 |
| BW                                                                                | Villa                                                                                    | Euskirchen Münstereifeler Straße 116 Karte                         |                                                                                                | 1916                             |                  |                 |
| BW                                                                                | ehemalige Offizier-Speiseanstalt, Wohnhaus                                               | Euskirchen Münstereifeler Straße 137 Karte                         |                                                                                                | 1910                             |                  |                 |
| BW                                                                                | Wohnhaus                                                                                 | Euskirchen Neutorwall 21 Karte                                     |                                                                                                | 18. Jahrhundert                  |                  |                 |
| BW                                                                                | Fachwerkhaus                                                                             | Euskirchen Neutorwall 29 Karte                                     |                                                                                                | 19. Jahrhundert                  |                  |                 |
| BW                                                                                | Fachwerkhaus                                                                             | Euskirchen Neutorwall 31 Karte                                     |                                                                                                | 18. Jahrhundert                  |                  |                 |
| BW                                                                                | Fachwerkhaus                                                                             | Euskirchen Neutorwall 33 Karte                                     |                                                                                                | 18. Jahrhundert                  |                  |                 |
| BW                                                                                | Fachwerkhaus                                                                             | Euskirchen Neutorwall 35 Karte                                     |                                                                                                | 18. Jahrhundert                  |                  |                 |
| BW                                                                                | Fachwerkhaus                                                                             | Euskirchen Neutorwall 37 Karte                                     |                                                                                                | 18. Jahrhundert                  |                  |                 |
| BW                                                                                | Wohnhäuser/Stadtbefestigung                                                              | Euskirchen Rüdesheimer Torwall 4, 6 Karte                          |                                                                                                | 14. Jahrhundert, 18. Jahrhundert |                  |                 |
| BW                                                                                | Gertrudisschule                                                                          | Euskirchen Unitasstraße 46 Karte                                   |                                                                                                | 1909                             |                  |                 |
| BW                                                                                | Wohnhaus                                                                                 | Euskirchen Walramstraße 24 Karte                                   |                                                                                                | 1908                             |                  |                 |
| BW                                                                                | Wohnhaus                                                                                 | Euskirchen Walramstraße 26 Karte                                   |                                                                                                | 1908                             |                  |                 |
| BW                                                                                | Villa                                                                                    | Euskirchen Walramstraße 42 Karte                                   |                                                                                                | 1910                             |                  |                 |
| Kaufhaus                                                                          | Kaufhaus                                                                                 | Euskirchen Wilhelmstraße 6/Neustraße Karte                         |                                                                                                | 1910                             |                  |                 |
|                                                                                   | Friedhöfe, Grabanlagen, Grabkreuz, Grabstele, Grabmale, Höhenmarke Reichsamt, Wegekreuze | Euskirchen                                                         |                                                                                                |                                  |                  |                 |
| weitere Bilder                                                                    | Katholische Kirche St. Stephanus                                                         | Flamersheim Markt Flamersheim Karte                                |                                                                                                | ab 12. Jahrhundert               |                  |                 |
| weitere Bilder                                                                    | Evangelische Pfarrkirche                                                                 | Flamersheim Markt Flamersheim Karte                                |                                                                                                | 1759                             |                  |                 |
| weitere Bilder                                                                    | Burg Flamersheim                                                                         | Flamersheim Markt Flamersheim Karte                                |                                                                                                | 18. Jahrhundert                  |                  |                 |
| Villa mit Nebengebäuden                                                           | Villa mit Nebengebäuden                                                                  | Flamersheim Geierstraße 6 Karte                                    |                                                                                                | 1885                             |                  |                 |
| weitere Bilder                                                                    | Wohnhaus; Fachwerktraufenhaus mit Spitzgiebel                                            | Flamersheim Horchheimer Straße 2 Karte                             |                                                                                                | 19. Jahrhundert                  |                  |                 |
| Fachwerkhaus                                                                      | Fachwerkhaus                                                                             | Flamersheim Horchheimer Straße 4 Karte                             |                                                                                                | 18. Jahrhundert                  |                  |                 |
| Fachwerkhaus                                                                      | Fachwerkhaus                                                                             | Flamersheim Horchheimer Straße 6 Karte                             |                                                                                                | 19. Jahrhundert                  |                  |                 |
| Fachwerkhaus                                                                      | Fachwerkhaus                                                                             | Flamersheim Horchheimer Straße 8 Karte                             |                                                                                                | 18. Jahrhundert                  |                  |                 |
| weitere Bilder                                                                    | Fachwerkhaus                                                                             | Flamersheim Horchheimer Straße 25 Karte                            |                                                                                                | 16. Jahrhundert                  |                  |                 |
| weitere Bilder                                                                    | Backsteinhaus                                                                            | Flamersheim Horchheimer Straße 33 Karte                            |                                                                                                | 19. Jahrhundert                  |                  |                 |
| weitere Bilder                                                                    | Fachwerkhaus                                                                             | Flamersheim In der Comme 3 Karte                                   |                                                                                                | 18. Jahrhundert                  |                  |                 |
| Fachwerkhaus                                                                      | Fachwerkhaus                                                                             | Flamersheim Kleine Höhle 5 Karte                                   |                                                                                                | 19. Jahrhundert                  |                  |                 |
| weitere Bilder                                                                    | Brunnenhäuschen                                                                          | Flamersheim Kleine Höhle/Ecke Große Höhle Karte                    |                                                                                                | 18. Jahrhundert                  |                  |                 |
| weitere Bilder                                                                    | Wohnhaus, ehemaliges Pastoratsgebäude                                                    | Flamersheim Markt 5 Karte                                          |                                                                                                | 18. Jahrhundert                  |                  |                 |
| Fachwerkhaus                                                                      | Fachwerkhaus                                                                             | Flamersheim Markt 7 Karte                                          |                                                                                                | 18. Jahrhundert                  |                  |                 |
| weitere Bilder                                                                    | Fachwerkhaus                                                                             | Flamersheim Markt 8 Karte                                          |                                                                                                | 18. Jahrhundert                  |                  |                 |
| weitere Bilder                                                                    | Wohnhaus                                                                                 | Flamersheim Markt 9 Karte                                          |                                                                                                | 1800                             |                  |                 |
| weitere Bilder                                                                    | Wohnhaus                                                                                 | Flamersheim Mönchstraße 7 Karte                                    |                                                                                                | 1718                             |                  |                 |
| BW                                                                                | Fachwerkhaus                                                                             | Flamersheim Mönchstraße 9 Karte                                    |                                                                                                | 18. Jahrhundert                  |                  |                 |
| Fachwerkhaus                                                                      | Fachwerkhaus                                                                             | Flamersheim Mönchstraße 15 Karte                                   |                                                                                                | 17. Jahrhundert                  |                  |                 |
| weitere Bilder                                                                    | Backsteinhaus                                                                            | Flamersheim Mönchstraße 16 Karte                                   |                                                                                                | 19. Jahrhundert                  |                  |                 |
| Alte Schule                                                                       | Alte Schule                                                                              | Flamersheim Mönchstraße 17 Karte                                   |                                                                                                | 1877                             |                  |                 |
| weitere Bilder                                                                    | sogenannte Alte Apotheke                                                                 | Flamersheim Mönchstraße 19 Karte                                   |                                                                                                | 17. Jahrhundert                  |                  |                 |
| Fachwerkwohnhaus, Scheune                                                         | Fachwerkwohnhaus, Scheune                                                                | Flamersheim Mönchstraße 31 Karte                                   |                                                                                                | 19. Jahrhundert                  |                  |                 |
| weitere Bilder                                                                    | Wohnhaus                                                                                 | Flamersheim Pützgasse 1 Karte                                      |                                                                                                | 1753                             |                  |                 |
| weitere Bilder                                                                    | Fachwerkwinkelhof                                                                        | Flamersheim Pützgasse 10 Karte                                     |                                                                                                | 1661                             |                  |                 |
| Friedhofskreuz, Urteilsstein, Marktkreuz, Wegekreuze                              | Friedhofskreuz, Urteilsstein, Marktkreuz, Wegekreuze                                     | Flamersheim Karte                                                  |                                                                                                |                                  |                  |                 |
| weitere Bilder                                                                    | Katholische Kirche St. Georg                                                             | Frauenberg Annostraße Karte                                        |                                                                                                | ab 10. Jahrhundert               |                  |                 |
| Kriegerdenkmal                                                                    | Kriegerdenkmal                                                                           | Frauenberg Annostraße Karte                                        | gestaltet von dem Kölner Bildhauer Adalbert Hertel 1924 - der Hl. Georg bekämpft einen Drachen | 1924                             |                  |                 |
| weitere Bilder                                                                    | Wegekreuz                                                                                | Frauenberg Annostraße Karte                                        |                                                                                                |                                  |                  |                 |
| Hofanlage                                                                         | Hofanlage                                                                                | Frauenberg Annostraße 31 Karte                                     |                                                                                                | 1844                             |                  |                 |
| weitere Bilder                                                                    | Hauskreuz                                                                                | Frauenberg Annostraße 39 Karte                                     |                                                                                                |                                  |                  |                 |
| weitere Bilder                                                                    | Wegekreuz                                                                                | Frauenberg In den Weiden Karte                                     |                                                                                                | 1856                             |                  |                 |
| weitere Bilder                                                                    | Fachwerkhofanlage                                                                        | Frauenberg Nideggener Straße 17 Karte                              |                                                                                                | 1772                             |                  |                 |
| weitere Bilder                                                                    | Fachwerkhofanlage                                                                        | Oberwichterich Oberwichterichstraße 15 Karte                       |                                                                                                | 18. Jahrhundert                  |                  |                 |
| Friedhofskreuz, Dorfkreuz, Kriegerdenkmal, Hauskreuz, Wegekreuze, Bodendenkmal,   | Friedhofskreuz, Dorfkreuz, Kriegerdenkmal, Hauskreuz, Wegekreuze, Bodendenkmal,          | Frauenberg                                                         |                                                                                                |                                  |                  |                 |
| weitere Bilder                                                                    | Katholische Kirche St. Michael                                                           | Großbüllesheim Großbüllesheimer Straße Karte                       |                                                                                                | ab 10. Jahrhundert               |                  |                 |
| Wohnhaus, Gebäude                                                                 | Wohnhaus, Gebäude                                                                        | Großbüllesheim Antonius-Stein-Weg 1 u. 3 Karte                     |                                                                                                | 18. Jahrhundert                  |                  |                 |
| Wohn-Stallhaus                                                                    | Wohn-Stallhaus                                                                           | Großbüllesheim Antonius-Stein-Weg 13 Karte                         |                                                                                                | 18. Jahrhundert                  |                  |                 |
| weitere Bilder                                                                    | Wohn-Stallhaus                                                                           | Großbüllesheim Freiheitsstraße 7 Karte                             |                                                                                                | 19. Jahrhundert                  |                  |                 |
| Fachwerkhaus                                                                      | Fachwerkhaus                                                                             | Großbüllesheim Großbüllesheimer Str. 24 Karte                      |                                                                                                | 18. Jahrhundert                  |                  |                 |
| weitere Bilder                                                                    | Fachwerkhaus                                                                             | Großbüllesheim Großbüllesheimer Str. 25/Ecke Talstraße Karte       |                                                                                                | 17. Jahrhundert                  |                  |                 |
| Fachwerkhaus                                                                      | Fachwerkhaus                                                                             | Großbüllesheim Großbüllesheimer Str. 29 Karte                      |                                                                                                | 19. Jahrhundert                  |                  |                 |
| weitere Bilder                                                                    | Bahnhofsgebäude, WC-Häuschen, Bahnsteig                                                  | Großbüllesheim Karte                                               |                                                                                                |                                  |                  |                 |
| BW                                                                                | Abgangsüberdachung                                                                       | Großbüllesheim Großbüllesheimer Str. 71 Karte                      |                                                                                                | 1912                             |                  |                 |
| Fachwerkhaus                                                                      | Fachwerkhaus                                                                             | Großbüllesheim Kompstraße 8 Karte                                  |                                                                                                | 19. Jahrhundert                  |                  |                 |
| Burg Großbüllesheim                                                               | Burg Großbüllesheim                                                                      | Großbüllesheim Kompstraße 28 u. 30 Karte                           |                                                                                                | ab 14. Jahrhundert               |                  |                 |
| weitere Bilder                                                                    | Fachwerkhaus                                                                             | Großbüllesheim Talstraße 14 Karte                                  |                                                                                                | 17. Jahrhundert                  |                  |                 |
| weitere Bilder                                                                    | Memorienkreuz                                                                            | Großbüllesheim Großbüllesheimer Straße / Lise-Meitner-Straße Karte |                                                                                                |                                  |                  |                 |
| weitere Bilder                                                                    | Katholische Kirche St. Martinus                                                          | Kirchheim Geschwister-Burch-Straße Karte                           |                                                                                                | 1868–1870                        |                  |                 |
| weitere Bilder                                                                    | Fachwerkhaus                                                                             | Kirchheim Arloffer Str. 33 Karte                                   |                                                                                                | 18. Jahrhundert                  |                  |                 |
| weitere Bilder                                                                    | Pfarrhaus                                                                                | Kirchheim Geschwister-Burch-Straße 2a Karte                        |                                                                                                | 19. Jahrhundert                  |                  |                 |
| weitere Bilder                                                                    | ehemalige Schule                                                                         | Kirchheim Geschwister-Burch-Straße 3 und 5 Karte                   |                                                                                                | 1900                             |                  |                 |
| weitere Bilder                                                                    | Wohnhaus                                                                                 | Kirchheim Kirchheimer Straße 31 Karte                              |                                                                                                | 16. und 18. Jahrhundert          |                  |                 |
| Fachwerkhaus                                                                      | Fachwerkhaus                                                                             | Kirchheim Kirchheimer Straße 54 Karte                              |                                                                                                | 18. Jahrhundert                  |                  |                 |
| weitere Bilder                                                                    | Fachwerkhaus                                                                             | Kirchheim Kirchheimer Straße 62 Karte                              |                                                                                                | 19. Jahrhundert                  |                  |                 |
| weitere Bilder                                                                    | Fachwerkhaus                                                                             | Kirchheim Kirchheimer Straße 64 Karte                              |                                                                                                | 18. Jahrhundert                  |                  |                 |
| weitere Bilder                                                                    | Fachwerkhaus                                                                             | Kirchheim Kirchheimer Straße 84 Karte                              |                                                                                                | 18. Jahrhundert                  |                  |                 |
| weitere Bilder                                                                    | Fachwerkhaus                                                                             | Kirchheim Kirchheimer Straße 88 Karte                              |                                                                                                | 17./18. Jahrhundert              |                  |                 |
| weitere Bilder                                                                    | Bruchsteinbau                                                                            | Kirchheim Kirchheimer Straße 90 Karte                              |                                                                                                | 18. Jahrhundert                  |                  |                 |
| weitere Bilder                                                                    | Fachwerkhofanlage                                                                        | Kirchheim Kirchheimer Straße 100 Karte                             |                                                                                                | 18. Jahrhundert                  |                  |                 |
| BW                                                                                | Reimerzheimer Hof                                                                        | Kirchheim Steinkaul 63 Karte                                       |                                                                                                | 18. Jahrhundert                  |                  |                 |
| Fachwerkhaus                                                                      | Fachwerkhaus                                                                             | Kirchheim Vogelsang 11 Karte                                       |                                                                                                | 18. Jahrhundert                  |                  |                 |
| weitere Bilder                                                                    | Fachwerkhaus                                                                             | Kirchheim Vogelsang 25 Karte                                       |                                                                                                | 18. Jahrhundert                  |                  |                 |
| weitere Bilder                                                                    | Kloster Schweinheim Zisterzienserinnenkloster „Porta Coeli“                              | Kirchheim Karte                                                    |                                                                                                | ab 1238, 18. Jahrhundert         |                  |                 |
| weitere Bilder                                                                    | Fachwerkhaus                                                                             | Kirchheim Vogelsang 31 Karte                                       |                                                                                                | 17. Jahrhundert                  |                  |                 |
| weitere Bilder                                                                    | Fachwerkhaus                                                                             | Kirchheim Vogelsang 33 Karte                                       |                                                                                                | 17. Jahrhundert                  |                  |                 |
|                                                                                   | Jagdhaus                                                                                 | Kirchheim Flamersheimer Wald                                       |                                                                                                | 1876                             |                  |                 |
| weitere Bilder                                                                    | Friedhöfe, Bildstöcke                                                                    | Kirchheim Geschwister-Burch-Straße / Zum Pastoratsacker Karte      |                                                                                                |                                  |                  |                 |
| weitere Bilder                                                                    | Katholische Kirche St. Peter und Paul                                                    | Kleinbüllesheim Peter- und Paulstraße Karte                        |                                                                                                | 1906                             |                  |                 |
| weitere Bilder                                                                    | romanische Pfarrkirche Johannes der Täufer                                               | Kleinbüllesheim Karte                                              |                                                                                                | ab 10. Jahrhundert               |                  |                 |
| weitere Bilder                                                                    | Große Burg Kleinbüllesheim                                                               | Kleinbüllesheim                                                    |                                                                                                | 18. Jahrhundert                  |                  |                 |
| Fachwerkhaus                                                                      | Fachwerkhaus                                                                             | Kleinbüllesheim Kleinbüllesheimer Str. 42 Karte                    |                                                                                                | 18. Jahrhundert                  |                  |                 |
| weitere Bilder                                                                    | Fachwerkhaus                                                                             | Kleinbüllesheim Kleinbüllesheimer Str. 48 Karte                    |                                                                                                | 18. Jahrhundert                  |                  |                 |
| weitere Bilder                                                                    | Mühlengebäude „Marienthaler Mühle“                                                       | Kleinbüllesheim Kopenhagener Straße 13-15 Karte                    |                                                                                                | 1881                             |                  |                 |
| weitere Bilder                                                                    | Friedhof                                                                                 | Kleinbüllesheim Paulstraße Karte                                   |                                                                                                |                                  |                  |                 |
| weitere Bilder                                                                    | Katholische Kirche Hl. Kreuz                                                             | Kreuzweingarten Antweiler Straße Karte                             |                                                                                                | ab 11. Jahrhundert               |                  |                 |
| weitere Bilder                                                                    | Katholische Kapelle „Mutter vom guten Rat“                                               | Kreuzweingarten Dechant-Wolfgarten-Str. Karte                      |                                                                                                | 1902                             |                  |                 |
| weitere Bilder                                                                    | ehemaliger Kapitelshof                                                                   | Kreuzweingarten Antweiler Straße 1 Karte                           |                                                                                                | 18. Jahrhundert                  |                  |                 |
| weitere Bilder                                                                    | Wohnhaus                                                                                 | Kreuzweingarten Antweiler Straße 2 Karte                           |                                                                                                | 1702                             |                  |                 |
| weitere Bilder                                                                    | Wohnhaus                                                                                 | Kreuzweingarten Antweiler Straße 4 Karte                           |                                                                                                | 19. Jahrhundert                  |                  |                 |
| weitere Bilder                                                                    | Fachwerkhofanlage                                                                        | Kreuzweingarten Antweiler Straße 6 Karte                           |                                                                                                | 18. Jahrhundert                  |                  |                 |
| weitere Bilder                                                                    | Fachwerkhaus                                                                             | Kreuzweingarten Antweiler Straße 10 Karte                          |                                                                                                | 1800                             |                  |                 |
| weitere Bilder                                                                    | Broicher Hof                                                                             | Kreuzweingarten Antweiler Straße Karte                             |                                                                                                | 1800                             |                  |                 |
| Teckelhof                                                                         | Teckelhof                                                                                | Kreuzweingarten Dechant-Wolfgarten-Str. 2 Karte                    |                                                                                                | 18. Jahrhundert                  |                  |                 |
| weitere Bilder                                                                    | Fachwerkhofanlage                                                                        | Kreuzweingarten Dechant-Wolfgarten-Str. 4 Karte                    |                                                                                                | 19. Jahrhundert                  |                  |                 |
| Wohnhaus                                                                          | Wohnhaus                                                                                 | Kreuzweingarten Diamantstraße 5 Karte                              |                                                                                                | 1923                             |                  |                 |
| weitere Bilder                                                                    | Fachwerkhofanlage                                                                        | Kreuzweingarten Hubertusstraße 2 Karte                             |                                                                                                | 1659, 1873, 19. Jahrhundert      |                  |                 |
| weitere Bilder                                                                    | Wohnhaus und Scheune                                                                     | Kreuzweingarten Rhederstraße 16 Karte                              |                                                                                                | 19. Jahrhundert                  |                  |                 |
| weitere Bilder                                                                    | Gasthaus „Zum Alten Brauhaus“                                                            | Kreuzweingarten Weingartenstraße 4 Karte                           |                                                                                                | 19. Jahrhundert                  |                  |                 |
| weitere Bilder                                                                    | Forsthaus Broich                                                                         | Kreuzweingarten westlich vom Ortsteil Karte                        |                                                                                                | 1900                             |                  |                 |
| weitere Bilder                                                                    | Haus Maria Rast                                                                          | Kreuzweingarten westlich vom Ortsteil Karte                        |                                                                                                | 1899                             |                  |                 |
| Wegekreuze, Fußfall, Bodendenkmäler, römische Wasserleitung                       | Wegekreuze, Fußfall, Bodendenkmäler, römische Wasserleitung                              | Kreuzweingarten                                                    |                                                                                                |                                  |                  |                 |
| weitere Bilder                                                                    | Katholische Kirche St. Nikolaus                                                          | Kuchenheim Nikolausstraße Karte                                    |                                                                                                | 1822, 1910                       |                  |                 |
| weitere Bilder                                                                    | Kreuz                                                                                    | Kuchenheim Bachstraße Karte                                        |                                                                                                | 1852                             |                  |                 |
| weitere Bilder                                                                    | Wohnhaus                                                                                 | Kuchenheim Bachstraße 38 Karte                                     |                                                                                                | 1777                             |                  |                 |
| Fachwerkhaus                                                                      | Fachwerkhaus                                                                             | Kuchenheim Buschstraße 5 Karte                                     |                                                                                                | 18. Jahrhundert                  |                  |                 |
| Fachwerkhaus                                                                      | Fachwerkhaus                                                                             | Kuchenheim Buschstraße 7 Karte                                     |                                                                                                | 17. Jahrhundert                  |                  |                 |
| BW                                                                                | Fachwerkhaus                                                                             | Kuchenheim Buschstraße 11 Karte                                    |                                                                                                | 18. Jahrhundert                  |                  |                 |
| weitere Bilder                                                                    | ehemaliges Ortsgefängnis                                                                 | Kuchenheim Carl-Koenen-Straße 4 Karte                              |                                                                                                | 19. Jahrhundert                  |                  |                 |
| BW                                                                                | Wohnhaus, ehemalige Fabrikantenvilla                                                     | Kuchenheim Carl-Koenen-Straße 25 Karte                             |                                                                                                | 19. Jahrhundert                  |                  |                 |
| weitere Bilder                                                                    | Tuchfabrik Müller mit gesamten Inhalt                                                    | Kuchenheim Carl-Koenen-Straße 31 Karte                             |                                                                                                | 19. Jahrhundert                  |                  |                 |
| weitere Bilder                                                                    | Fachwerkhaus                                                                             | Kuchenheim Händelstraße 12 Karte                                   |                                                                                                | 18. Jahrhundert                  |                  |                 |
| weitere Bilder                                                                    | Fachwerkhaus                                                                             | Kuchenheim Händelstraße 51 Karte                                   |                                                                                                | 1667                             |                  |                 |
| weitere Bilder                                                                    | Fachwerkhofanlage                                                                        | Kuchenheim Händelstraße 53 Karte                                   |                                                                                                | 1667                             |                  |                 |
| weitere Bilder                                                                    | ehemaliges Bürgermeisteramt                                                              | Kuchenheim Kuchenheimer Straße 108 Karte                           |                                                                                                | 19. Jahrhundert                  |                  |                 |
| Fachwerkhaus                                                                      | Fachwerkhaus                                                                             | Kuchenheim Kuchenheimer Straße 126 Karte                           |                                                                                                | 18. Jahrhundert                  |                  |                 |
| weitere Bilder                                                                    | Dinghaus                                                                                 | Kuchenheim Kuchenheimer Markt Karte                                |                                                                                                | 18. Jahrhundert                  |                  |                 |
| Fachwerkhaus                                                                      | Fachwerkhaus                                                                             | Kuchenheim Nikolausstraße 23 Karte                                 |                                                                                                | 18. Jahrhundert                  |                  |                 |
| BW                                                                                | Hofanlage                                                                                | Kuchenheim Ratsheimer Hof Karte                                    |                                                                                                | 1828                             |                  |                 |
| weitere Bilder                                                                    | Untere Burg                                                                              | Kuchenheim Untere Burg Karte                                       |                                                                                                | 1573                             |                  |                 |
| weitere Bilder                                                                    | Untere Burg – ehemaliges Herrenhaus                                                      | Kuchenheim Untere Burg 9 Karte                                     |                                                                                                | 15./16. Jahrhundert              |                  |                 |
| weitere Bilder                                                                    | Hofanlage                                                                                | Kuchenheim Schallenbergstraße 1 Karte                              |                                                                                                | 19. Jahrhundert                  |                  |                 |
| Backsteinhaus, ehemalige Schule                                                   | Backsteinhaus, ehemalige Schule                                                          | Kuchenheim Willi-Graf-Straße 9 Karte                               |                                                                                                | 19. Jahrhundert                  |                  |                 |
| Wohnhaus                                                                          | Wohnhaus                                                                                 | Kuchenheim Willi-Graf-Straße 73 Karte                              |                                                                                                | 1890                             |                  |                 |
| Wohnhaus                                                                          | Wohnhaus                                                                                 | Kuchenheim Willi-Graf-Straße 91 Karte                              |                                                                                                | 1910                             |                  |                 |
| Fachwerkhaus                                                                      | Fachwerkhaus                                                                             | Kuchenheim Zur Tomberger Mühle 1 Karte                             |                                                                                                | 16. Jahrhundert                  |                  |                 |
| Fachwerkhaus                                                                      | Fachwerkhaus                                                                             | Kuchenheim Zur Tomberger Mühle 3 Karte                             |                                                                                                | 17./18. Jahrhundert              |                  |                 |
| Fachwerkhaus                                                                      | Fachwerkhaus                                                                             | Kuchenheim Zur Tomberger Mühle 7 Karte                             |                                                                                                | 17./18. Jahrhundert              |                  |                 |
| Fachwerkhaus                                                                      | Fachwerkhaus                                                                             | Kuchenheim Zur Tomberger Mühle 9 Karte                             |                                                                                                | 16. Jahrhundert                  |                  |                 |
| weitere Bilder                                                                    | Fachwerkhaus                                                                             | Kuchenheim Zur Tomberger Mühle 21 Karte                            |                                                                                                | 17. Jahrhundert                  |                  |                 |
| Fachwerkhaus                                                                      | Fachwerkhaus                                                                             | Kuchenheim Zur Tomberger Mühle 23 Karte                            |                                                                                                | 17./18. Jahrhundert              |                  |                 |
| Friedhofskreuz, Friedhof, Kriegerdenkmal, Preußischer Meilenstein, Bodendenkmäler | Friedhofskreuz, Friedhof, Kriegerdenkmal, Preußischer Meilenstein, Bodendenkmäler        | Kuchenheim                                                         |                                                                                                |                                  |                  |                 |
| weitere Bilder                                                                    | Katholische Kapelle St. Laurentius                                                       | Niederkastenholz Laurentiusstraße Karte                            |                                                                                                | 12. Jahrhundert                  |                  |                 |
| weitere Bilder                                                                    | Burg Niederkastenholz                                                                    | Niederkastenholz Kastenholzer Burgstr. 19 Karte                    |                                                                                                | 1747                             |                  |                 |
|                                                                                   | Fachwerkscheune                                                                          | Niederkastenholz Hofstelle Kreuzstraße 1                           |                                                                                                | 18. Jahrhundert                  |                  |                 |
|                                                                                   | Wohnhaus                                                                                 | Niederkastenholz Kreuzstraße 2                                     |                                                                                                | 17./18. Jahrhundert              |                  |                 |
|                                                                                   | Fachwerkhofanlage                                                                        | Niederkastenholz Kreuzstraße 16                                    |                                                                                                | 19. Jahrhundert                  |                  |                 |
| Fachwerkhaus                                                                      | Fachwerkhaus                                                                             | Niederkastenholz Niederkastenholzer Straße 12 Karte                |                                                                                                | 18. Jahrhundert                  |                  |                 |
| Fachwerkhaus u. Fachwerkscheune                                                   | Fachwerkhaus u. Fachwerkscheune                                                          | Niederkastenholz Niederkastenholzer Straße 14 Karte                |                                                                                                | 18. Jahrhundert                  |                  |                 |
| Fachwerkhaus                                                                      | Fachwerkhaus                                                                             | Niederkastenholz Niederkastenholzer Straße 20 Karte                |                                                                                                | 19. Jahrhundert                  |                  |                 |
| Fachwerkhaus                                                                      | Fachwerkhaus                                                                             | Niederkastenholz Niederkastenholzer Straße 22 Karte                |                                                                                                | 18. Jahrhundert                  |                  |                 |
| weitere Bilder                                                                    | Fachwerkhaus                                                                             | Niederkastenholz Niederkastenholzer Straße 23 Karte                |                                                                                                | 19. Jahrhundert                  |                  |                 |
| Fachwerkhaus u. Fachwerkscheune                                                   | Fachwerkhaus u. Fachwerkscheune                                                          | Niederkastenholz Niederkastenholzer Straße 24 Karte                |                                                                                                | 17./18. Jahrhundert.             |                  |                 |
| weitere Bilder                                                                    | Fachwerkhofanlage                                                                        | Niederkastenholz Niederkastenholzer Straße 27 Karte                |                                                                                                | 19. Jahrhundert                  |                  |                 |
| weitere Bilder                                                                    | Wohnhaus                                                                                 | Niederkastenholz Niederkastenholzer Straße 30 Karte                |                                                                                                | 18. Jahrhundert                  |                  |                 |
| Fachwerkhaus                                                                      | Fachwerkhaus                                                                             | Niederkastenholz Niederkastenholzer Straße 37 Karte                |                                                                                                | 1771                             |                  |                 |
| Hofanlage                                                                         | Hofanlage                                                                                | Niederkastenholz Saalstraße 7 Karte                                |                                                                                                | 18. Jahrhundert                  |                  |                 |
| Wegekreuz, Quellenhäuschen, Bodendenkmal, römische Wasserleitung                  | Wegekreuz, Quellenhäuschen, Bodendenkmal, römische Wasserleitung                         | Niederkastenholz                                                   |                                                                                                |                                  |                  |                 |
| weitere Bilder                                                                    | Katholische Kirche St. Peter und Paul                                                    | Palmersheim Palmersheimer Str. Karte                               |                                                                                                | ab 1700                          |                  |                 |
| weitere Bilder                                                                    | Hofgut                                                                                   | Palmersheim Palmersheimer Str. 1–3 Karte                           |                                                                                                | 19. Jahrhundert                  |                  |                 |
| weitere Bilder                                                                    | Fachwerkhaus, ehemaliges Pfarrhaus                                                       | Palmersheim Palmersheimer Str. 5 Karte                             |                                                                                                | 1800                             |                  |                 |
| Hofanlage                                                                         | Hofanlage                                                                                | Palmersheim Palmersheimer Str. 13 Karte                            |                                                                                                | 18./19. Jahrhundert              |                  |                 |
| weitere Bilder                                                                    | Fachwerkhaus                                                                             | Palmersheim Palmersheimer Str. 15 Karte                            |                                                                                                | 1660                             |                  |                 |
| weitere Bilder                                                                    | Fachwerkhof                                                                              | Palmersheim Palmersheimer Str. 22 Karte                            |                                                                                                | 18. Jahrhundert                  |                  |                 |
| Fachwerkhof                                                                       | Fachwerkhof                                                                              | Palmersheim Palmersheimer Str. 24 Karte                            |                                                                                                | 18. Jahrhundert                  |                  |                 |
| weitere Bilder                                                                    | Fachwerkhof                                                                              | Palmersheim Palmersheimer Str. 26 Karte                            |                                                                                                | 18. Jahrhundert                  |                  |                 |
| Fachwerkhof                                                                       | Fachwerkhof                                                                              | Palmersheim Palmersheimer Str. 28 Karte                            |                                                                                                | 18. Jahrhundert                  |                  |                 |
| weitere Bilder                                                                    | Fachwerkhaus                                                                             | Palmersheim Palmersheimer Str. 30 Karte                            |                                                                                                | 18. Jahrhundert                  |                  |                 |
| BW                                                                                | Fachwerkhaus                                                                             | Palmersheim Palmersheimer Str. 46 Karte                            |                                                                                                | 18. Jahrhundert                  |                  |                 |
| weitere Bilder                                                                    | Fachwerkhaus                                                                             | Palmersheim Schornbuschstr. 4 Karte                                |                                                                                                | 1720                             |                  |                 |
| Fachwerkhaus                                                                      | Fachwerkhaus                                                                             | Palmersheim Schornbuschstr. 8 Karte                                |                                                                                                | 17. Jahrhundert                  |                  |                 |
| weitere Bilder                                                                    | Fachwerkhaus                                                                             | Palmersheim Schornbuschstr. 16 Karte                               |                                                                                                | 18. Jahrhundert                  |                  |                 |
| weitere Bilder                                                                    | Fachwerkhaus                                                                             | Palmersheim Schornbuschstr. 22 Karte                               |                                                                                                | 19. Jahrhundert                  |                  |                 |
| Fachwerkhaus                                                                      | Fachwerkhaus                                                                             | Palmersheim Schornbuschstr. 26–28 Karte                            |                                                                                                | 19. Jahrhundert                  |                  |                 |
| Friedhofskreuz, Wegekreuz, Feldkreuz, Bodendenkmäler, römische Wasserleitung      | Friedhofskreuz, Wegekreuz, Feldkreuz, Bodendenkmäler, römische Wasserleitung             | Palmersheim                                                        |                                                                                                |                                  |                  |                 |
| weitere Bilder                                                                    | Katholische Kirche St. Stephanus                                                         | Roitzheim Stephanusstraße Karte                                    |                                                                                                | 12./13. Jahrhundert              |                  |                 |
| weitere Bilder                                                                    | Wohnhaus, ehemaliges Pfarrhaus                                                           | Roitzheim Caspar-Müller-Straße 18 Karte                            |                                                                                                | 19. Jahrhundert                  |                  |                 |
| Fachwerkhaus                                                                      | Fachwerkhaus                                                                             | Roitzheim Caspar-Müller-Straße 20 Karte                            |                                                                                                | 1686                             |                  |                 |
| Fachwerkhaus                                                                      | Fachwerkhaus                                                                             | Roitzheim Caspar-Müller-Straße 25 Karte                            |                                                                                                | 18. Jahrhundert                  |                  |                 |
| weitere Bilder                                                                    | Wohnhaus                                                                                 | Roitzheim Caspar-Müller-Straße 32 Karte                            |                                                                                                | 19. Jahrhundert                  |                  |                 |
| weitere Bilder                                                                    | Wegekreuz                                                                                | Roitzheim Stephanusstraße/Tomburgstraße Karte                      |                                                                                                |                                  |                  |                 |
| weitere Bilder                                                                    | Katholische Kapelle Hl. Dreifaltigkeit                                                   | Schweinheim Schweinheimer Straße Karte                             |                                                                                                | 15. Jahrhundert                  |                  |                 |
| weitere Bilder                                                                    | Burg Schweinheim                                                                         | Schweinheim Karte                                                  |                                                                                                | 1333/18. Jahrhundert             |                  |                 |
| Burg Ringsheim                                                                    | Burg Ringsheim                                                                           | Schweinheim                                                        |                                                                                                | 13./14. Jahrhundert              |                  |                 |
| Fachwerkhof                                                                       | Fachwerkhof                                                                              | Schweinheim Irmelsgasse 1 Karte                                    |                                                                                                | 17./18. Jahrhundert              |                  |                 |
| weitere Bilder                                                                    | Fachwerkhof                                                                              | Schweinheim Irmelsgasse 5 Karte                                    |                                                                                                | 18. Jahrhundert                  |                  |                 |
| Wohnhaus                                                                          | Wohnhaus                                                                                 | Schweinheim Schweinheimer Straße 16 Karte                          |                                                                                                | 18. Jahrhundert                  |                  |                 |
| weitere Bilder                                                                    | Fachwerkhaus, Wirtschaftshof                                                             | Schweinheim Weingartzgasse 1                                       |                                                                                                | 19. Jahrhundert                  |                  |                 |
| Friedhöfe, Friedhofskreuz, Wegekreuz, Bodendenkmäler                              | Friedhöfe, Friedhofskreuz, Wegekreuz, Bodendenkmäler                                     | Schweinheim                                                        |                                                                                                |                                  |                  |                 |
| weitere Bilder                                                                    | Katholische Kirche St. Martin                                                            | Stotzheim Ohligschläger Straße Karte                               |                                                                                                | 1864                             |                  |                 |
| Fachwerkhaus                                                                      | Fachwerkhaus                                                                             | Stotzheim Ackerstraße 16 Karte                                     |                                                                                                | 19. Jahrhundert                  |                  |                 |
| weitere Bilder                                                                    | Fachwerkhaus                                                                             | Stotzheim Ackerstraße 22 Karte                                     |                                                                                                | 18. Jahrhundert                  |                  |                 |
| Fachwerkhaus                                                                      | Fachwerkhaus                                                                             | Stotzheim Selmenstraße 14 Karte                                    |                                                                                                | 18. Jahrhundert                  |                  |                 |
| weitere Bilder                                                                    | Fachwerkhaus                                                                             | Stotzheim Selmenstraße 17 Karte                                    |                                                                                                | 1720                             |                  |                 |
| Fachwerkhaus, Wirtschaftsgebäude                                                  | Fachwerkhaus, Wirtschaftsgebäude                                                         | Stotzheim Stotzheimer Straße 17 Karte                              |                                                                                                | 18. Jahrhundert                  |                  |                 |
| Fachwerkhaus, Wirtschaftsgebäude                                                  | Fachwerkhaus, Wirtschaftsgebäude                                                         | Stotzheim Stotzheimer Straße 19 Karte                              |                                                                                                | 18. Jahrhundert                  |                  |                 |
| BW                                                                                | Fachwerkhaus                                                                             | Stotzheim Stotzheimer Straße 35 nicht mehr vorhanden Karte         |                                                                                                | 17. Jahrhundert                  |                  |                 |
| weitere Bilder                                                                    | Gaststättengebäude                                                                       | Stotzheim Stotzheimer Straße 36–38 Karte                           |                                                                                                | 1898                             |                  |                 |
| Wohnhaus                                                                          | Wohnhaus                                                                                 | Stotzheim Stotzheimer Straße 47 Karte                              |                                                                                                | 19. Jahrhundert                  |                  |                 |
| BW                                                                                | Wohnhaus                                                                                 | Stotzheim Stotzheimer Straße 59 Karte                              |                                                                                                | 19. Jahrhundert                  |                  |                 |
| weitere Bilder                                                                    | Fachwerkbauten, ehemalige Ölmühle                                                        | Stotzheim Stotzheimer Straße 56, 58 u. 60 Karte                    |                                                                                                | 18. Jahrhundert                  |                  |                 |
| Fachwerkhaus                                                                      | Fachwerkhaus                                                                             | Stotzheim Stotzheimer Straße 61 Karte                              |                                                                                                | 18. Jahrhundert                  |                  |                 |
| Fachwerkhaus                                                                      | Fachwerkhaus                                                                             | Stotzheim Stotzheimer Straße 63 Karte                              |                                                                                                | 17. Jahrhundert                  |                  |                 |
| weitere Bilder                                                                    | Wegekreuz, Bodendenkmäler                                                                | Stotzheim Wegekreuz, Stotzheimer Straße 36 Karte                   |                                                                                                |                                  |                  |                 |
| weitere Bilder                                                                    | Katholische Kirche St. Mariä Himmelfahrt                                                 | Weidesheim Im Laach Karte                                          |                                                                                                | 1874                             |                  |                 |
| weitere Bilder                                                                    | Hofanlage                                                                                | Weidesheim Burgunderstraße 12 Karte                                |                                                                                                | 1835                             |                  |                 |
| weitere Bilder                                                                    | Wohnhäuser                                                                               | Weidesheim Im Laach 1 und 3 Karte                                  |                                                                                                | 19. Jahrhundert                  |                  |                 |
| weitere Bilder                                                                    | Hofanlage                                                                                | Weidesheim Im Laach 12/14 Karte                                    |                                                                                                | 19. Jahrhundert                  |                  |                 |
| weitere Bilder                                                                    | Kleeburg                                                                                 | Weidesheim Zur Kleeburg Karte                                      |                                                                                                | 1594, 1601, 17./18. Jahrhundert  |                  |                 |
| weitere Bilder                                                                    | Heiligenhäuschen, Friedhofskreuz                                                         | Weidesheim Karte                                                   |                                                                                                |                                  |                  |                 |
| weitere Bilder                                                                    | Katholische Kirche St. Medardus                                                          | Wißkirchen Medardusstraße Karte                                    |                                                                                                | 11. Jahrhundert                  |                  |                 |
| Fachwerkhaus                                                                      | Fachwerkhaus                                                                             | Wißkirchen Am Bach 2 Karte                                         |                                                                                                | 1780                             |                  |                 |
| Fachwerkhofanlage                                                                 | Fachwerkhofanlage                                                                        | Wißkirchen Helmchesgasse 8 Karte                                   |                                                                                                | 18. Jahrhundert                  |                  |                 |
| Pfarrhaus                                                                         | Pfarrhaus                                                                                | Wißkirchen Medardusstraße 2 Karte                                  |                                                                                                | 1830                             |                  |                 |
| Fachwerkhaus                                                                      | Fachwerkhaus                                                                             | Wißkirchen Treckgasse 1 Karte                                      |                                                                                                | 18. Jahrhundert                  |                  |                 |
| weitere Bilder                                                                    | Fachwerkhaus                                                                             | Wißkirchen Treckgasse 7 Karte                                      |                                                                                                | 17. Jahrhundert                  |                  |                 |
| Fachwerkhaus                                                                      | Fachwerkhaus                                                                             | Wißkirchen Treckgasse 8 Karte                                      |                                                                                                | 18. Jahrhundert                  |                  |                 |
| weitere Bilder                                                                    | Fachwerkhaus                                                                             | Wißkirchen Treckgasse 12 Karte                                     |                                                                                                | 1753                             |                  |                 |
| weitere Bilder                                                                    | Fachwerkhaus                                                                             | Wißkirchen Treckgasse 19 Karte                                     |                                                                                                | 18. Jahrhundert                  |                  |                 |
| Fachwerkhofanlage                                                                 | Fachwerkhofanlage                                                                        | Wißkirchen Turnierstraße 3 Karte                                   |                                                                                                | 17. Jahrhundert                  |                  |                 |
| weitere Bilder                                                                    | Fachwerkhaus                                                                             | Wißkirchen Wißkirchener Straße 16 Karte                            |                                                                                                | 1803                             |                  |                 |
| weitere Bilder                                                                    | Backsteinhofanlage                                                                       | Wißkirchen Wißkirchener Straße 33 Karte                            |                                                                                                | 1906                             |                  |                 |
| weitere Bilder                                                                    | Wasserburg Veynau                                                                        | Wißkirchen Karte                                                   |                                                                                                | 14./15. Jahrhundert              |                  |                 |
| weitere Bilder                                                                    | Wegekapelle, Kreuzigungsgruppe, Wegekreuze, Preußischer Meilenstein, Bodendenkmäler,     | Wißkirchen Karte                                                   |                                                                                                |                                  |                  |                 |
| weitere Bilder                                                                    | Backsteinhaus, ehemalige Schule                                                          | Wüschheim Hauffstraße 3 Karte                                      |                                                                                                | 20. Jahrhundert                  |                  |                 |
| weitere Bilder                                                                    | Fachwerkhaus                                                                             | Wüschheim Hofgasse 8 Karte                                         |                                                                                                | 18. Jahrhundert                  |                  |                 |
| Fachwerkhaus                                                                      | Fachwerkhaus                                                                             | Wüschheim Hofgasse 11 Karte                                        |                                                                                                | 19. Jahrhundert                  |                  |                 |
| weitere Bilder                                                                    | Hofanlage                                                                                | Wüschheim Reichsstraße 1 Karte                                     |                                                                                                | 19. Jahrhundert                  |                  |                 |
| weitere Bilder                                                                    | Fachwerkhaus                                                                             | Wüschheim Wüschheimer Straße 63 Karte                              |                                                                                                | 17. Jahrhundert, 1815            |                  |                 |